# Charles Vaurie
Auguste Jean Charles Vaurie (* 7. Juli 1906 in Beaulieu-sur-Dordogne, Frankreich; † 13. Mai 1975 in Reading, Pennsylvania) war ein US-amerikanischer Zahnarzt, Ornithologe, Zoologe und Paläontologe. Sein Wirkungsort war New York.

## Leben
Bereits in jungen Jahren zog Charles Vaurie in die Vereinigten Staaten. Er studierte Zahnmedizin an der Universität von Pennsylvania und schloss dort eine Ausbildung als Zahnarzt ab. Während seiner Arbeit in einer eigenen Zahnarztpraxis in New York malte er Bilder verschiedener Vögel, wodurch James Paul Chapin vom American Museum of Natural History auf ihn aufmerksam wurde. Vaurie arbeitete dort von 1942 an in der ornithologischen Abteilung des Museums.
Er schrieb 1948 die Publikation A Revision of the bird family Dicruridae zusammen mit Ernst Mayr, in der er über die Evolution von Drongos berichtet. Sein wichtigstes Werk, die Publikationsreihe Systematic notes on Palearctic birds, brachte ihm internationale Anerkennung und umfasst 53 Ausgaben.

## Publikationen
- A Revision of the bird family Dicruridae. N.Y., 1949.
- Systematic notes on Palearctic birds. N.Y. 1956 (American Museum of Natural History, American Museum Novitates)
- A generic revision of Fly-catchers of the tribe Muscicapini. N.Y., 1953.
- "Notes on some Ploceidae from Western Asia"; "Notes on some Asiatic Finches"; "Notes on the bird genus Oenanthe in Persia, Afghanistan, and India;" and several other articles all published in the American Museum Novitates. N.Y., 1949–1952.
- A generic revision of Flycatchers of the tribe Muscicapini. N.Y., 1953. S. 27 figs & 7 tables. Wrapp. Bulletin American Museum of Natural History – Band 100: Art. 4).
- The Birds of the Palearctic Fauna: a Systematic Reference (2 Bände) 1959
- Classification of the Ovenbirds (Furnariidae). London, 1971.
- Tibet and its birds. 1972